# Важинка
Важинка, Важина или Важенка (рус. Ва́жинка, Важина, Важенка) је река у европском делу Русије. Протиче кроз североисточни део Лењинградске области и јужни део Републике Карелије. Десна је притока реке Свир.

## Опште карактеристике
Река Важинка извире у јужној Карелији, на развођу сливова реке Свир и језера Оњега. Извире десетак километара источно од Пелдожског језера (рус. Пелдожское) и Свјатозерског језера (рус. Святозеро). Дугачка је 123 km, а површина речног слива је 2200 km².
Река се може поделити у три дела: горњи, средњи и доњи ток. Горњи део реке се налази од извора до ушћа леве притоке Хајгари (рус. Хайгары). У овом делу тока Важинка представља малу шумску речицу. Након ушћа реке Хајгари почиње средњи део у коме се река шири. Средњи део реке протиче кроз кањон дужине пет километара и река има значајан пад у овом делу тока. Средњи део реке се завршава код уништеног моста, 5 km изнад засеока Горње Важињи (рус. Верхние Важины). У средњем делу тока доминирају мешовите шуме у којима су најчешће врсте смрча и бреза, са појединачним стаблима бора и јове. У овом делу реке живе даброви тако да су стабла брезе у близини обале веома често оборена. На обалама реке такође се могу видети медведи и дивље свиње. Последњи, доњи део тока реке се налази од места Горње Важињи па до ушћа Важинке у реку Свир.
Важинка се улива у реку Свир, на 112 km од ушћа реке Свир у језеро Оњега.
Према подацима Државног водног регистра Русије (рус. Государственный водный реестр) слив Важинке припада Балтичком сливном округу (рус. Балтичком Балтийский бассейновый округ.
.

## Притоке
Притоке су поређане од ушћа реке Важинка према њеном извору. У загради се налази на колико километара од ушћа се уливају.
- река Челма; Чолма - 6. километар
- поток Бојарски поток - 6,9. километар
- река Мужала - 23. километар
- поток Чуроручј - 48. километар
- река Свјатуха - 52. километар
- река Важа - 60. километар
- поток Лосручеј - 76. километар
- река Рандозерка; Рипус - 83. километар
- река Тукша - 86. километар
- река Хајгари - 103. километар
- поток Средни - 109. километар